# Acantholimon laxum
Acantholimon laxum är en triftväxtart som beskrevs av Ekaterina Georgiewna Czerniakowska. Acantholimon laxum ingår i släktet Acantholimon och familjen triftväxter. Inga underarter finns listade i Catalogue of Life.